# Settimana di Cowes

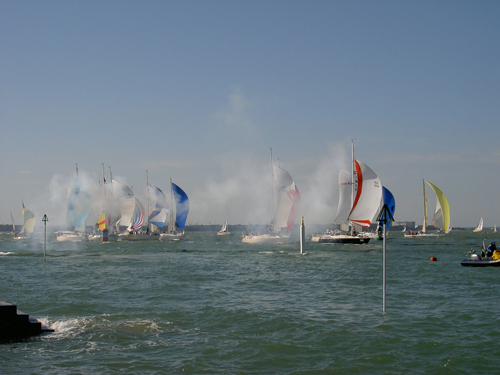
Una regata della Settimana di Cowes del 2003

La Settimana di Cowes è una delle più antiche gare veliche tuttora disputate. Essa prende il nome dal borgo di Cowes, sull'isola di Wight, dove ha sede il Royal Yacht Squadron.
Il raduno si tiene ogni anno, generalmente all'inizio di agosto, dal sabato successivo all'ultimo martedì di luglio fino alla domenica successiva. Vengono disputate 40 regate quotidiane cui partecipano fino a 8.500 velisti su 1000 barche. Le gare si svolgono nel Solent, il canale che separa l'isola di Wight dall'Inghilterra, e intorno all'isola di Wight. Numerose attività a terra completano le regate ed attirano fino a 100.000 visitatori.

## Storia

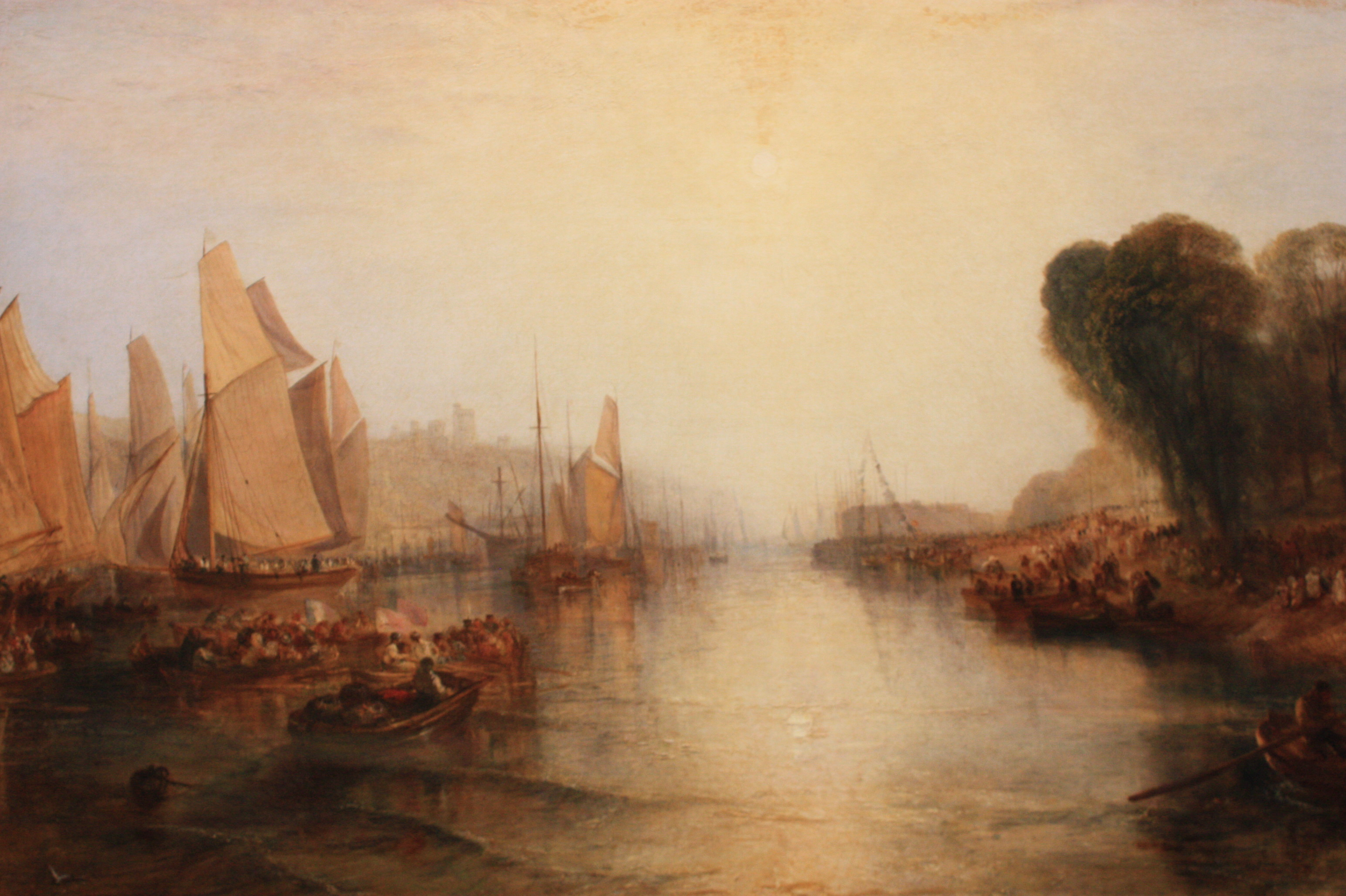
Una regata di Cowes dipinta da William Turner nel 1827

Fu il futuro Giorgio IV, quando era ancora principe reggente, che promosse l'evento. La prima regata si svolse il 10 agosto 1826 sotto il guidone del Royal Yacht Club, futuro Royal Yacht Squadron. Le barche in gara erano sette; il premio in palio era una coppa d'oro del valore di 100 sterline. Una seconda regata si tenne il giorno successivo, che aveva come posta in palio solo 30 sterline in denaro per il vincitore e 20 per il secondo arrivato.
Fino alla Prima Guerra mondiale le barche partecipanti appartenevano a ricchi appassionati che potevano pagare l'equipaggio. Durante la Belle Époque la settimana di Cowes costituiva un importante appuntamento della "stagione mondana", cui partecipavano il Principe di Galles (futuro Edoardo VII) con il cutter Britannia, l'imperatore Guglielmo II con il panfilo Hohenzollern, Francesco Giuseppe sul Miramar.
Fra le due guerre mondiali furono introdotte classi "handicap" per cabinati e gare per monotipi. Dopo la Seconda Guerra mondiale ci fu un ritorno delle grandi barche oceaniche, in particolare dopo la prima Admiral's Cup nel 1957. Parallelamente la vela perse l'immagine di sport da ricchi e i velieri da diporto da 30 a 40 piedi si sono diffusi.

## Nell'arte
Il pittore francese Raoul Dufy ha raffigurato le gare e il Royal Yacht Squadron club in vari quadri della fine degli anni Venti e primi anni Trenta.